# Вязовский, Виталий Евгеньевич
Виталий Евгеньевич Вязовский — архитектор, председатель правления Донецкой областной организации Национального Союза архитекторов Украины.
Закончил Харьковский инженерно-строительный институт.
Старший преподаватель кафедры архитектурного проектирования в Донбасской национальной академии строительства и архитектуры.
В 2002 году был установлен памятник Анатолию Соловьяненко. Авторы памятника: скульптор Александр Митрофанович Скорых и архитектор Виталий Евгеньевич Вязовский.
С 2008 года входит в состав территориального отделения лицензионной комиссии Госархстойинспекции в Донецкой области.
В 2009 году был членом жюри конкурсов «Donetsk Building 2009», «Двенадцать стульев» проводившихся в рамках выставки «Архитектура и строительство» в Эксподонбассе.
В 2010 году участвовал в составе секретариата общественных слушаний слушаний на тему «Генеральный план г. Донецка».